# Guilderland
Guilderland – miasto w Stanach Zjednoczonych, w stanie Nowy Jork, w hrabstwie Albany.